# Jaume Pou i Berard
Jaume Pou i Berard (Mallorca o Niça, 13 de febrer de 1495 o 1497 – Roma, 26 d'abril de 1563) fou un bisbe i cardenal presumptament mallorquí. La documentació sobre ell que es conserva l'anomena indistintament Giacomo Puteo, Giacomo Pozzi, Iacopo del Pozzo, Iacobus Puteus o Jacques Dupuy. La seva família posterior utilitzà només el cognom "Del Pozzo".
Era fill del cavaller Antonio del Pozzo, natural d'Alessandria (municipi del Piemont)) i ciutadà de Niça, i de la dama mallorquina Pràxedes Berard i Caulelles. No se saben gaire detalls de la seva infantesa, formació i ordenació sacerdotal. Només consta que el seu pare era a Mallorca ja el 1490 i que ell, ran de l'obtenció de diversos beneficis al bisbat balear, adduí que, tot i estar incardinat al bisbat de Niça, havia nascut i crescut a l'illa. Sabem que l'any 1523 es doctorà en dret civil i canònic a la universitat de Bolonya i que l'any següent ja era a Roma, al servei de Pietro Accolti, cardenal bisbe de la seu suburbicària de Sabina-Poggio Mirteto.
A partir de 1534 fou auditor del Tribunal de la Rota Romana i el 1547 el papa Pau III el nomenà degà d'aquest organisme. El papa següent, Juli III, el 1550 el nomenà arquebisbe comanditari de Bari, arxidiòcesi de la qual prengué possessió per poders i que mai no visità. Retingué aquesta seu metropolitana fins al 16 de desembre de 1562, data que el papa Pius IV li permeté de renunciar-hi a favor del seu nebot Antonio del Pozzo.
Pau III, en el consistori de 20 de novembre de 1551 el creà cardenal prevere de San Simeone Profeta in Posterula, un títol de nova creació que seria suprimit pocs anys després (1587). Com a cardenal, prengué part en els dos conclaves d'abril i de maig de 1555 que eligiren, respectivament, els papes Marcel II i Pau IV. Aquest darrer el nomenà prefecte del Tribunal de la Signatura Apostòlica, membre de la Suprema Congregació del Sant Ofici, protector de l'Orde de Malta i protector del Regne de Polònia i del Gran Ducat de Lituània. També fou nomenat copresident de la comissió encarregada de revisar la prohibició d'alienar els béns de la Santa Seu que havia decretat el papa Pau II (1470). En el consistori que Pau IV havia convocat el desembre de 1555, Jaume Pou havia optat per canviar el seu títol cardenalici pel de S. Maria in Via.
També prengué part en el conclave de 1559 que elegí el papa Pius IV. Aquest encarregà al cardenal Puig les gestions per reprendre el Concili de Trento que Pau III havia aturat, i el nomenà membre de la comissió pontifícia que havia d'assistir a la tercera sessió convocada per a gener de 1562. Tanmateix no s'hi pogué traslladar a causa del precari estat de salut.
Morí a Roma i fou sebollit a l'escalinata de l'altar major de l'església de Santa Maria sopra Minerva, com recorda la làpida que hi feu col·locar el seu nebot i successor a la seu metropolitana de Bari.